# Хамилтонова механика
Хамилтоновата механика представлява преформулиране на класическата механика и е създадена през 1833 г. от ирландския математик Уилям Хамилтон. Тя произлиза от механиката на Лагранж, представляваща друго представяне на класическата механика, въведена от Жозеф Луи Лагранж през 1788 г.
Хамилтоновата механика не може да бъде изложена без познаване на механиката на Лагранж. Затова е необходимо първо да се запознаем с Механиката на Лагранж.

## Преформулиране намеханиката на Лагранж
Да започнем с механиката на Лагранж и уравнението за движение, описвано с координати:
{\displaystyle \left\{\,q_{j}|j=1,\ldots ,N\,\right\}}
В тримерно пространство ползваме: {\displaystyle \{x,y,z\}}
и съответните скорости:
{\displaystyle \left\{\,{\dot {q}}_{j}|j=1,\ldots ,N\,\right\}}
В тримерното пространство ползваме: {\displaystyle \{{\dot {x}},{\dot {y}},{\dot {z}}\}}
Използвайки този начин на записване, операторът на Лагранж е:
Неуспех при разбора (SVG (MathML може да се активира чрез браузърен плъгин): Invalid response ("Math extension cannot connect to Restbase.") from server "http://localhost:6011/bg.wikipedia.org/v1/":): {\displaystyle  L(q_j, \dot{q}_j, t)}

За тримерно пространство: {\displaystyle L(x,y,z,{\dot {x}},{\dot {y}},{\dot {z}},t)}
Хамилтоновата механика замества скоростта на движение с момента на движение. По този начин се постига опростяване на уравнението за някои системи, особено в квантовата механика.
Т.е. Хамилтоновата механика използва следните аргументи:
{\displaystyle H\left(q_{j},p_{j},t\right)}
За тримерното пространство Хамилтоновата фукция се описва чрез аргументите:
{\displaystyle H\left(x,y,z,p_{x},p_{y},p_{z},t\right)}
Моментът на движение се задава чрез следния диференциал:
{\displaystyle p_{j}={\partial L \over \partial {\dot {q}}_{j}}}
В декартови координати този момент е точно равен на импулса от класическата механика.
{\displaystyle p_{x}=m{\partial x \over \partial t}=m{\dot {x}}}
В полярни координати обобщеният момент съответства на ъгловия момент (ротационния момент).
За произволно зададена координатна система така зададеният момент може и да няма директно интуитивно обяснение.

## Оператор на Хамилтон
Хамилтоновият оператор представлява трансформация на Лежандр спрямо оператора на Лагранж:
{\displaystyle H\left(q_{j},p_{j},t\right)=\sum _{i}{\dot {q}}_{i}p_{i}-L(q_{j},{\dot {q}}_{j},t)}
Ако трансформираме уравненията, чрез дефиниране на координатна система – независима от времето t, може да се покаже, че H е равен на общата енергия: E = T + V.
Да разгледаме диференциала на Н:
{\displaystyle {\begin{matrix}dH&=&\sum _{i}\left[\left({\partial H \over \partial q_{i}}\right)dq_{i}+\left({\partial H \over \partial p_{i}}\right)dp_{i}\right]+\left({\partial H \over \partial t}\right)dt\qquad \qquad \quad \quad \\\\&=&\sum _{i}\left[{\dot {q}}_{i}\,dp_{i}+p_{i}\,d{\dot {q}}_{i}-\left({\partial L \over \partial q_{i}}\right)dq_{i}-\left({\partial L \over \partial {\dot {q}}_{i}}\right)d{\dot {q}}_{i}\right]-\left({\partial L \over \partial t}\right)dt\end{matrix}}}
Замествайки моментите на двжението със съответните коефициенти, получаваме Каноничното равенство на Хамилтон:
{\displaystyle {\partial H \over \partial q_{j}}=-{\dot {p}}_{j},\qquad {\partial H \over \partial p_{j}}={\dot {q}}_{j},\qquad {\partial H \over \partial t}=-{\partial L \over \partial t}}
Хамилтоновото уравнение е диференциално уравнение от първи ред и това улеснява решаването му, докато уравнението на Лагранж е от втори ред. Но основното предимство на Хамилтоновото уравнение е в това, че операторът на Хамилтон по-добре отговаря и описва физическата същност на движението. В крайна сметка резултата, който получаваме и при Лагранж и при Хамилтон, е един и същ, все пак спестяваме малко труд при решението на уравненията. Въвеждането на оператора на Хамилтон позволява по-задълбочено изследване на основните принципи на класическата механика.